# Bundesautobahn 111
Pour les articles homonymes, voir A111.
La Bundesautobahn 111 (ou BAB 111, A111 ou Autobahn 111) est une autoroute passant par Berlin et le Brandebourg. Elle mesure 17 kilomètres.

## Galerie

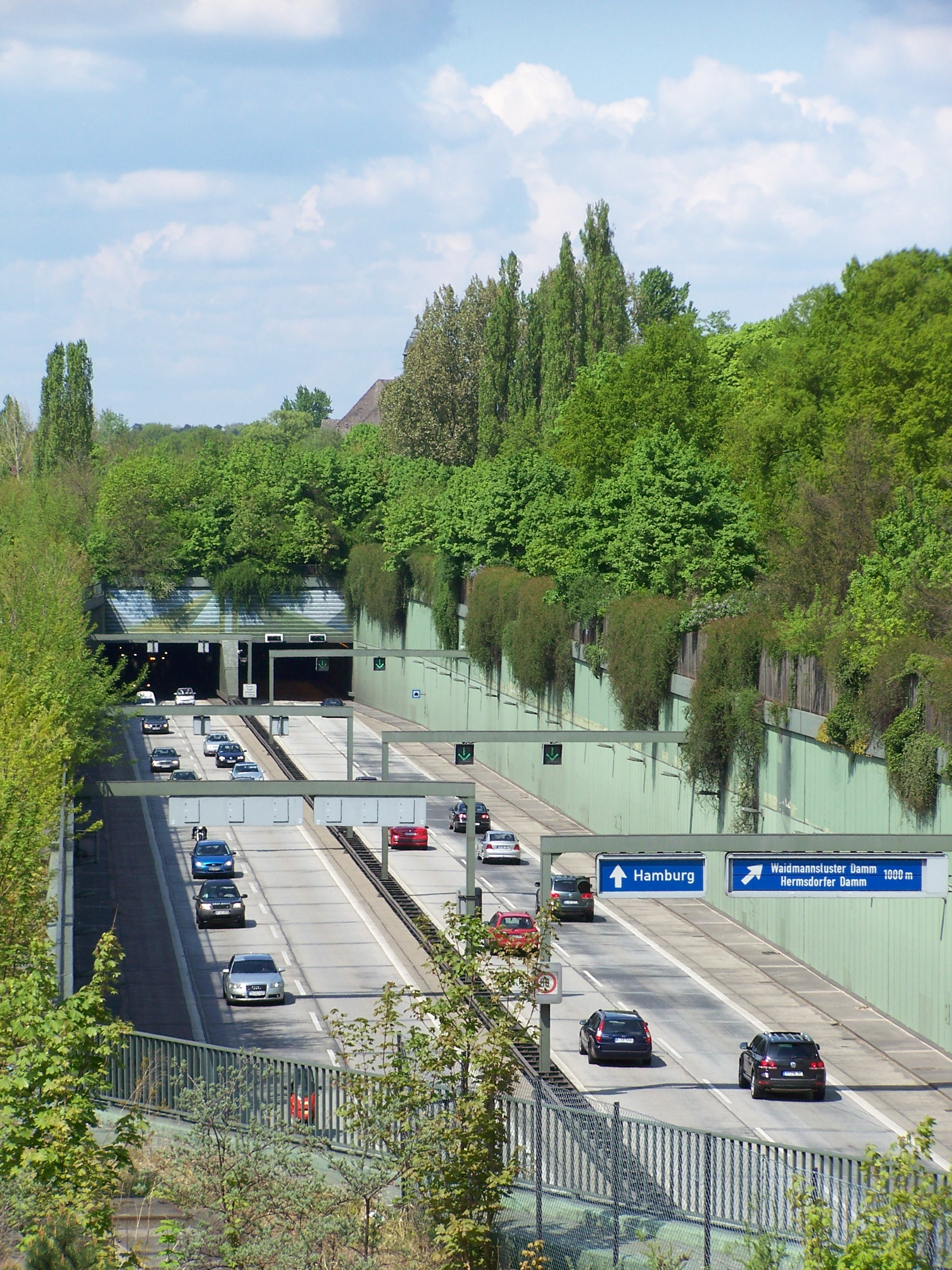
Portion à ciel ouvert entre deux tunnels, à Berlin-Tegel.
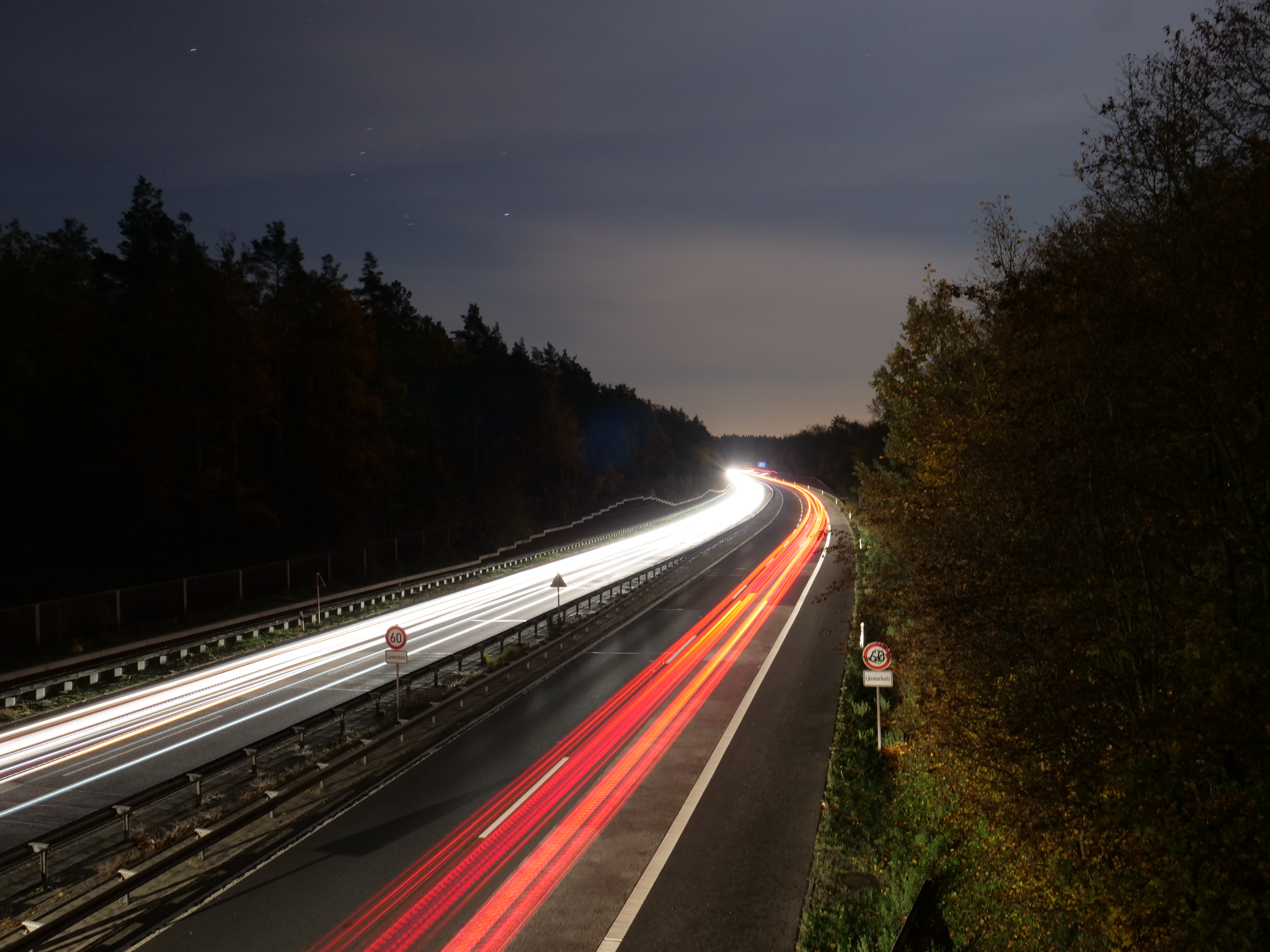
Vue nocturene à Berlin-Heiligensee.